# SAR-Klasse J
Die Fahrzeuge der Klasse J der South African Railways (SAR) waren Tenderlokomotiven  mit der Achsfolge 2'C2'.
Die Lokomotiven wurden 1915 für den Einsatz auf der von Durban ausgehenden Südküstenstrecke in Natal gebaut, wo sie die noch aus der Zeit der Natal Government Railways (NGR) stammenden Tenderlokomotiven mit der gleichen Achsfolge (Klassen C2 und E) ersetzen bzw. ergänzen sollten. 
Entworfen wurden die von Nasmyth Wilson gebauten Lokomotiven von D.A. Hendrie, dem damaligen Chief Mechanical Engineer der SAR, der diese Stelle zuvor auch bei der NGR innegehabt hatte. Im Aussehen sowie in der Verwendung eines Plattenrahmens entsprach die Konstruktion deshalb den NGR-Tenderlokomotiven; im Gegensatz zu diesen war sie jedoch mit Überhitzer, Kolbenschiebern und Walschaerts-Steuerung ausgestattet. 
Steigende Zuggewichte führten schon bald dazu, dass auch diese Maschinen in den Rangierdienst verdrängt wurden, wofür ein Teil von ihnen in die Kapprovinz verlegt wurde. Die letzten wurden 1957 aus dem Betrieb genommen. 
Lok Nr. 341 ist erhalten geblieben und gehört zum South African National Railway and Steam Museum.